# Unitec Blue
Unitec Blue es una empresa argentina perteneciente al holding Corporación América. La empresa produce tarjetas de débito y crédito, tarjetas inteligentes, documentos de identidad y documentos gubernamentales.

## Historia
Fue fundada en 2013 por Eduardo Eurnekian como la empresa que se ocuparía del sector tecnológico en el holding Corporación América. Contó con una inversión inicial de aproximadamente 300 millones de dólares y se convirtió en la primera fábrica de nanotecnología del país y de América del Sur.
Tras su creación, solicitó asistencia técnica en temas de micro y nanoelectrónica al Instituto Nacional de Tecnología Agropecuaria (INTA). Producto de este intercambio, a finales de 2013 ambos organismos firmaron un acta de intención para crear una empresa mixta llamada Argenium que terminaría creándose a finales de 2017.Unitec se hizo del 51% de las acciones y el INTA de un 49%.
Participa activamente en licitaciones públicas del gobierno argentino, ganando la producción de tarjetas SUBE y de documentos nacionales de identidad en varias ocasiones.